# Antsla
Antsla – miasto w prowincji Võru, w Estonii. W styczniu 2009 roku liczyła 1650 mieszkańców. Miasto jest centrum administracyjnym gminy Antsla.
Znajduje tu się stacja kolejowa Antsla, położona na linii Valga – Koidula.

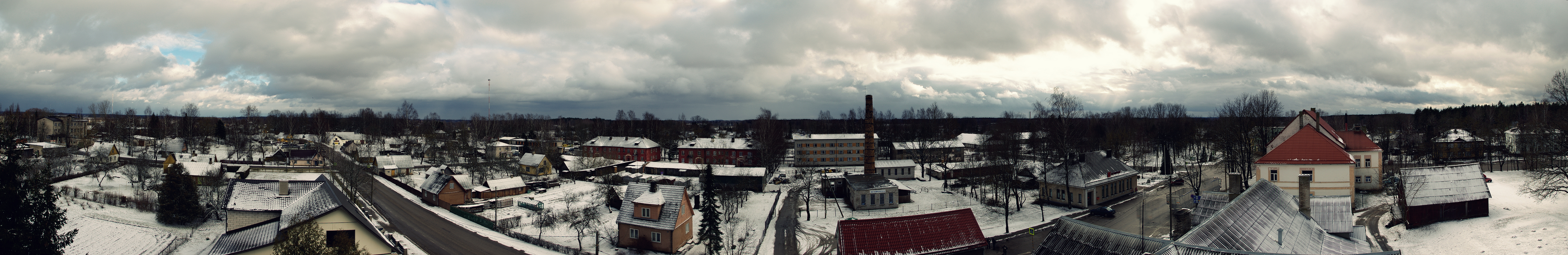
Panorama miasta